# Бенедикт Андерсон
Бенедикт Річард О'Горман Андерсон (нар. 26 серпня 1936 — 13 грудня 2015) — американський політолог, історик і синолог, професор міжнародних відносин, уряду та вивчення Азії Корнуельського університету, автор монографії «Уявлені спільноти» в якій описав процес виникнення націй (Imagined Communities, 1983). Був марксистом як і його брат історик Перрі Андерсон.

## Біографія
Андерсон народився в англійсько-ірландській родині в Куньміні (Китай), де його батько — Джеймс О'Горман, як британський військово-морський офіцер мав службу на митниці. Мати — Вероніка Беатріче Марі Андерсон. Сім'я Андерсон була активною в ірландському національному русі. 1941 року родина переїхала до Каліфорнії. В 1957 Андерсон отримав звання бакалавра мистецтв з античної культури в університеті Кембриджу (Англія), а пізніше — ступінь доктора філософії за програмою вивчення Індонезії в Корнельського університету (США).

## Наукові погляди щодо націоналізму

### Стародавність націй
Згідно з Андерсоном, будь-яка нація, що тільки-но з'явилась, вважає себе стародавньою. В цьому він дещо перетинається із Ентоні Смітом, який розглядає націєтворчу міфологію та національні міфи про «походження» у функціоналістичному розрізі та вважає їх швидше вигаданими історіями, ніж реальною історією. Андерсон припускає, що подібна «стародавність» в певних історичних умовах є необхідною умовою «новизни».

### Націоналізм та друк
У теорії Андерсона особливо важливим є акцент на ролі друкованої літератури та її поширенні. За думкою Андерсона, підйом націоналізму тісно пов'язаний із розповсюдженням друкованих книг та технічним розвитком друку загалом.

### Мультиетнічні імперії
Андерсон, більш за будь-яких інших теоретиків, звертає увагу на офіційний націоналізм в мультиетнічних імперіях. Він вводить у розгляд вважливу концепцію «натуралізації» європейських королівських династій, які мали владу над величезними та різноманітними багатомовними територіями.
Деякі з них, наприклад, імперія Романових, досить успішно трансформувалися в «національні» імперії. Згідно з Андерсоном, у 19 сторіччі філологічно-лексикографічна революція і розвиток націоналістичних рухів, які самі були продуктом не тільки капіталізму, але й гіпертрофії династичних держав, створили все більш зростаючі культурні та політичні труднощі для багатьох династій. До того часу легітимність цих династій не мала нічого спільного із національністю. Крім того, ще до вибуху націоналістичних рухів, ці династії, виключно з адміністративних потреб, спробували спертися на окремі діалекти, якими вже йшло книгодрукування. Одночасно зі зростанням націоналізму в Європі, деякі з балканських, центрально та східноєвропейських монархій спробували перевизначити та перелегітимізувати себе на національному ґрунті. Така реідентифікація призвела, зокрема, до добре знаної кризи легітимності мультиетнічних імперій. Династії та монархії, що визначали себе членами звичайних етнолінгвістичних спільнот, втрачали свою легітимність від Бога та ставали просто першими серед рівних.
Історично матеріалістичному підходу Андерсона у дослідженні націоналізму можна протиставити методологічний індивідуалізм Лія Грінфілда та веберіанський підхід, що викладено в книзі «Націоналізм: П'ять шляхів до сучасності».

## Праці
- Some Aspects of Indonesian Politics under the Japanese Occupation: 1944 – 1945 (1961)
- Mythology and the Tolerance of the Javanese. Ithaca: Cornell Modern Indonesia Project, Publication No. 37, 1965, ISBN 0-87763-041-0
- A Preliminary Analysis of the 1 October 1965, Coup in Indonesia. Interim Reports Series. Ithaca, New York: Cornell Modern Indonesia Project. 1971. ISBN 9780877630081. OCLC 210798. With Ruth T. McVey[12].
- (в співаторстві з Ruth T. McVey & Frederick P. Bunnell): A Preliminary Analysis of the October 1, 1965 Coup in Indonesia. Ithaca: Cornell Modern Indonesia Project, Publication No. 52. 1971
- Java in a Time of Revolution: Occupation and Resistance, 1944-1946. Ithaca, N.Y.: Cornell University Press. 1972. ISBN 0-8014-0687-0.
- «Withdrawal Symptoms» (1976)
- Religion and Social Ethos in Indonesia (1977)
- Imagined Communities: Reflections on the Origin and Spread of Nationalism (1983; second edition, 1991 and later printings)
  - Уявлені спільноти. Міркування щодо походження й поширення націоналізму. [Архівовано 9 лютого 2008 у Wayback Machine.] Пер. з англ. Віктор Морозов. Київ: Критика, 2001.
- Interpreting Indonesian Politics: Thirteen Contributions to the Debate (1982)
- In the Mirror: Literature and Politics in Siam in the American Era (1985)
- Language and Power: Exploring Political Cultures in Indonesia (1990)
- Long-Distance Nationalism: World Capitalism and the Rise of Identity Politics. Amsterdam: University of Amsterdam Centre for Asian Studies, 1992. ISBN 0-7658-0002-0
- The Spectre of Comparisons: Nationalism, Southeast Asia, and the World. London: Verso. 1998. ISBN 1-85984-813-3.
- Violence and the State in Suharto's Indonesia (2001)
- Western Nationalism and Eastern Nationalism: Is there a difference that matters? (2001)
- Debating World Literature (2004)
- In the world-shadow of Bismarck and Nobel. New Left Review. New Left Review. II (28). July–August 2004. Архів оригіналу за 19 грудня 2015. Процитовано 13 вересня 2017.{{cite journal}}:  Обслуговування CS1: Сторінки зі значенням параметра postscript, що збігається зі стандартним значенням в обраному режимі (посилання)
- Under Three Flags: Anarchism and the Anti-colonial Imagination. London: Verso. 2005. ISBN 1-84467-037-6. (Anderson, Benedict (2008). Bajo tres banderas. Anarquismo e imaginación anticolonial. Madrid: Akal. ISBN 844602540X.)
- The Fate of Rural Hell: Asceticism and Desire in Buddhist Thailand (2012)
- A Life Beyond Boundaries: A Memoir. Verso, 224 pp, 2016.